# Los Catalanes
Los Catalanes (en inglés: Catalan Bay) es una localidad situada en la costa oriental de Gibraltar. También se conoce como La Caleta entre los locales.

## Etimología
El origen del nombre «Catalán» se debe al batallón de 350 catalanes que participaron en la expedición austriacista que conquistó el peñón en la toma de Gibraltar (1704), durante la Guerra de Sucesión Española. Fue en la bahía de los Catalanes donde desembarcó este batallón y se quedaron para defender la plaza. Tras el tratado de Utrecht, en el que Felipe V de Castilla concedía Gibraltar y Menorca a la Gran Bretaña, se van añadir emigrantes menorquines. Hay una teoría, bastante extendida en la bibliografía del Campo de Gibraltar, que quiere hacer derivar el nombre de la bahía a la comprobada presencia cada año de pescadores temporeros catalanes en las costas andaluzas, de Málaga a Huelva e incluso en el Algarve portugués. Y todavía hay otra teoría que afirma que «Catalán» podría venir de una mala pronunciación inglesa de «la Caleta», dado que el uso de este último sería considerablemente más antiguo que el de «Catalan Bay» —el 6 de marzo de 1634 los pueblos pesqueros de la Tunara (la Línea de la Concepción) y la Caleta ya son mencionados en un Envío Real bajo la jurisdicción de Tercio del Mar de Marbella y Estepona del reino de Granada.

## Historia

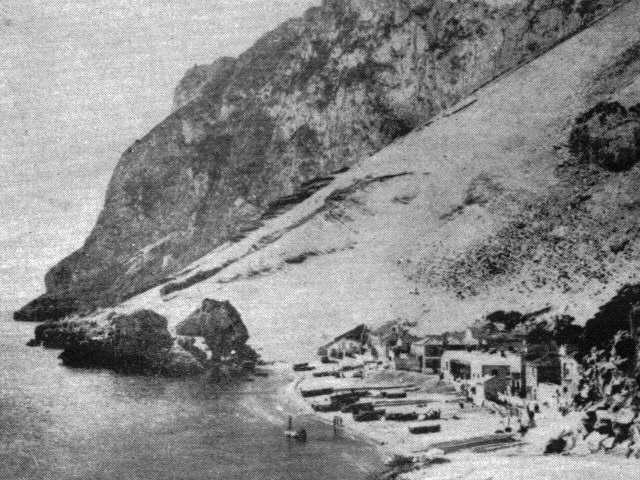
Antigua foto de los Catalanes mirando hacia el sur desde la carretera de acceso hacia finales del.

El nombre se debe a que fue en esta playa donde desembarcó el 4 de agosto de 1704 un batallón de 350 soldados catalanes que conjuntamente con las tropas anglo-neerlandesas combatían contra el bando borbónico durante la guerra de sucesión española. 
Durante el siglo XIX solamente los pescadores tenían permiso de residencia en los Catalanes. Un permiso de pesca era concedido por el Gobernador y solo se publicaron un número limitado de estos.

## Actualidad
Muchas de las familias que actualmente residen en La Caleta son descendientes de aquellos pescadores, fundamentalmente de origen genovés.
La playa de los Catalanes, conocida localmente como la Caleta, es muy popular entre gibraltareños y también turistas, y está habitualmente atestada durante los meses de verano. Hay un hotel, algunos restaurantes (que especializan en pescado y marisco fresco), y una iglesia en la bahía. Cada mes de septiembre, se lleva en procesión una imagen de la Virgen de las Angustias, patrona de los pescadores de Gibraltar, desde la iglesia hasta el mar.
Más allá de los Catalanes se encuentra Sandy Bay, y, actualmente, desde la reapertura del túnel Dudley Ward se puede acceder a Europa Point y el lado de la bahía de Gibraltar (cara oeste del peñón).